# Hjälmared, Alingsås kommun
Hjälmared är en tätort belägen vid länsväg 180 mellan Alingsås och Borås i Alingsås kommun. Hjälmared omgärdar sjön Lilla Färgen med en blandning av bostadshus och fritidsbebyggelse.
I Hjälmared finns Alingsås vattenverk, Alingsås golfklubb och Hjälmared folkhögskola.
Hjälmared var en kungsgård med anor från 1400-talet. Gården brändes 1612 av hemvändande danska trupper. När Gustav II Adolf nådde Alingsås 20 juni var det bara en flygelbyggnad av sten som överlevt branden. Enligt sägnen skall kungen ha övernattat där, och byggnaden har sedan dess benämnts Kungsflygeln. Byggnaden bär årtalet 1626 ovanför entrédörren, men detta brukar antas vara ett renoveringsår.
Själva gården används numera av Hjälmared folkhögskola, medan ägorna sedan länge är uppstyckade. 

## Befolkningsutveckling
SCB avgränsade år 1990 området som en småort med 174 invånare under benämningen Hjälmared + Röhult. Vid nästa avgränsning 1995 var befolkningen över 200 personer och området blev en tätort med namnet Hjälmared.
| Befolkningsutvecklingen i Hjälmared/Hjälmared + Röhult 1990–2020 | Befolkningsutvecklingen i Hjälmared/Hjälmared + Röhult 1990–2020 | Befolkningsutvecklingen i Hjälmared/Hjälmared + Röhult 1990–2020 | Befolkningsutvecklingen i Hjälmared/Hjälmared + Röhult 1990–2020 | Befolkningsutvecklingen i Hjälmared/Hjälmared + Röhult 1990–2020 |
| ---------------------------------------------------------------- | ---------------------------------------------------------------- | ---------------------------------------------------------------- | ---------------------------------------------------------------- | ---------------------------------------------------------------- |
|                                                                  |                                                                  |                                                                  |                                                                  |                                                                  |
| År                                                               |                                                                  |                                                                  | Folkmängd                                                        | Areal (ha)                                                       |
| 1990                                                             | 1990                                                             |                                                                  | 174                                                              | 34#                                                              |
| 1995                                                             | 1995                                                             |                                                                  | 202                                                              | 35                                                               |
| 2000                                                             | 2000                                                             |                                                                  | 209                                                              | 34                                                               |
| 2005                                                             | 2005                                                             |                                                                  | 231                                                              | 36                                                               |
| 2010                                                             | 2010                                                             |                                                                  | 260                                                              | 36                                                               |
| 2015                                                             | 2015                                                             |                                                                  | 266                                                              | 47                                                               |
| 2020                                                             | 2020                                                             |                                                                  | 330                                                              | 50                                                               |
| Anm.: Ny tätort 1995. # Som småort.                              |                                                                  |                                                                  |                                                                  |                                                                  |